# Beleg van Kerak
Het Beleg van Kerak vond plaats in 1183. Kerak was een burcht van Reinoud van Châtillon, heer van Transjordanië, verkregen door zijn huwelijk met Stephanie de Milly. De burcht ligt 124 km ten zuiden van Amman in Jordanië en werd gebouwd in 1142 door Payen le Bouteiller, heer van Montreal.
Tijdens Reinouds leiderschap bestonden er breekbare verdragen tussen de christelijke en moslimstaten, maar Reinoud stoorde zich als een van de weinigen hier niet aan. In 1183 organiseerde hij een expeditie rond de Rode Zee, waarbij hij het havenplaatsje Eilat innam, dat hem een uitvalsbasis gaf om op zee te plunderen. Ook liet hij plundertochten uitvoeren in Mekka, de heilige stad van de moslims. Dit ging Saladin te ver en die trok met zijn strijdkrachten op tegen de vesting van Reinoud.

## Het beleg
De moslims waren al jaren op zoek naar een manier om de vesting in te nemen. Maar nu stonden de muren buiten de burcht op breken. Op een bepaald moment waren er negen katapulten in de weer om de vesting met al zijn burgers te bestoken.
Binnen de muren van het kasteel vond ondertussen een adellijk huwelijk plaats. Humpfrey IV van Toron, Reinouds stiefzoon en erfgenaam, trouwde met Isabella van Jeruzalem, stiefzuster van de koning. Terwijl de ceremonie gewoon doorging, gaf Saladin instructies aan zijn manschappen om de hoofdzaal waar het huwelijk voltrokken werd niet te bombarderen, maar wel de druk op het kasteel op te voeren. Enkele bodes slaagden erin om uit Kerak te ontsnappen en hun boodschap over te brengen aan koning Boudewijn IV.
De koning marcheerde meteen uit met alle manschappen die voorhanden waren. Hij werd bijgestaan door zijn vervangend regent Raymond III van Tripoli. De kruisvaarders arriveerden, toen Saladin nog steeds bezig was om de muren van de Burcht omver te werpen. Saladin wist dat als hij zijn leger zou inzetten voor een frontaanval tegen de net gearriveerde koning Boudewijn hij klem zou komen te zitten. Want dan bestond de kans dat Reinoud hem vanachter kon aanvallen. Saladin brak zijn beleg op en vluchtte terug naar Syrië.

## Nasleep
In 1184 keerde Saladin terug om een beleg te slaan, maar ook deze keer slaagde hij niet en bleef de burcht van Kerak tot 1263 in handen van de kruisvaarders.

## Fictie
In de film Kingdom of Heaven (2005) wordt de burcht verdedigd door de ridders van Ibelin, die de plaatselijke bevolking dekken om die beschutting te laten zoeken in de burcht.